# Masoni
Masoni is een historisch Italiaans motorfietsmerk van de oud-coureur Tullio Masoni. 
Masoni leverde vanaf 1991 SOS-racers met een eigen motorblok van ruim 600 cc met liggende cilinder.